# Минеева, Екатерина Романовна
Екатерина Романовна Минеева (18 марта 1922, Пепелино, Челябинская губерния — 17 октября 1998, Коркино, Челябинская область) — телятница колхоза имени Свердлова Куртамышского района Курганской области. Герой Социалистического Труда (1966).

## Биография
Екатерина Романовна родилась 18 марта 1922 года в крестьянской семье в селе Пепелино Пепелинского сельсовета Долговской волости Куртамышского уезда Челябинской губернии, подчинённой Революционному Совету 1-й Революционной Армии Труда РСФСР; ныне село входит в Куртамышский муниципальный округ Курганской области.
Получила начальное образование в родном селе, потом работала разнорабочей, поваром в колхозе «Новый путь». В 1945 году была назначена заведующей молочно-товарной фермой. С 1948 года — телятница в колхозе имени Свердлова Куртамышского района.
За годы семилетки (1959—1965) вырастила 1600 телят. Указом Президиума Верховного Совета СССР от 22 марта 1966 года за достигнутые успехи в развитии животноводства, увеличении производства и заготовок мяса и другой продукции удостоена звания Героя Социалистического Труда с вручением ордена Ленина и золотой медали «Серп и Молот».
В 1969 года проживала в городе Коркино Челябинской области. В 1970 году вышла на пенсию.
Екатерина Романовна Минеева  скончалась 17 октября 1998 года в городе Коркино Челябинской области, ныне город — административный центр Коркинского муниципального округа той же области. Похоронена <где?>.

## Награды
- Герой Социалистического Труда — указом Президиума Верховного Совета СССР от 22 марта 1966 года
  - Орден Ленина № 364651
  - Медаль «Серп и Молот» № 11366
- Юбилейная медаль «За доблестный труд. В ознаменование 100-летия со дня рождения Владимира Ильича Ленина», 1970 год